# Yauheni Karaliok
Yauheni Karaliok –em bielorrusso, Яўгені Каралёк– (9 de junho de 1996) é um desportista bielorrusso que compete no ciclismo nas modalidades de pista e rota
Ganhou duas medalhas de ouro no Campeonato Mundial de Ciclismo em Pista, nos anos 2018 e 2020, ambas na carreira de scratch. Nos Jogos Europeus de 2019 obteve uma medalha de bronze na mesma prova.

## Medalheiro internacional
| Campeonato Mundial | Campeonato Mundial         | Campeonato Mundial | Campeonato Mundial |
| Ano                | Lugar                      | Medalha            | Competição         |
| ------------------ | -------------------------- | ------------------ | ------------------ |
| 2018               | Apeldoorn ( Países Baixos) | Medalha de ouro    | Scratch            |
| 2020               | Berlim ( Alemanha)         | Medalha de ouro    | Scratch            |
| Jogos Europeus     |                            |                    |                    |
| Ano                | Lugar                      | Medalha            | Competição         |
| 2019               | Minsk ( Bielorrússia)      | Medalha de bronze  | Scratch            |

## Palmarés
2017
- Grande Prêmio de Minsk

2018
- 1 etapa do Tour de Mersin
- 1 etapa do Tour da Estónia[2]

2019
- Minsk Cup[3]
- 3.º no Campeonato da Bielorrússia Contrarrelógio